# Retábulo Chigi
O Retábulo Chigi é um retábulo de Perugino, datado de cerca de 1506-1507. Seu nome é uma homenagem ao seu comissário Agostino Chigi, um banqueiro sienense, para a capela da família Chigi na igreja de Sant'Agostino em Siena, onde ainda está pendurado.
Como a maioria dos retábulos de Perugino, tem dois registros. O celestial superior mostra Cristo na cruz cercado por um arranjo simétrico de anjos e querubins. O registro terrestre inferior mostra oito santos lamentando ligados ao comissário, à igreja e à capela - à direita estão São João Batista e São Jerônimo, por exemplo. Os fundos profundos da paisagem mostram colinas e um céu claro. A obra originalmente também tinha uma predella, que agora é dividida entre o Metropolitan Museum of Art em Nova York e o Art Institute of Chicago.]